# Ingvild Birkhan
Ingvild Birkhan, geborene Bach (* 7. Mai 1940 in Griffen, Kärnten) ist eine österreichische Philosophin und Frauenforscherin.

## Leben
Ingvild Bach studierte an der Universität Wien Klassische Philologie, Germanistik und Philosophie. 1965 heiratete sie Helmut Birkhan, mit dem sie zwei 1969 und 1974 geborene Töchter hat. 1966 promovierte sie noch unter ihrem Mädchennamen mit einer Dissertation zum Thema Die Voraussetzungen des Humors bei Wolfram von Eschenbach.
Ihre Tätigkeit als Assistentin am I. Philosophischen Institut der Universität Wien kündigte sie mit der Geburt ihrer zweiten Tochter zu Gunsten der Kinder und einer Familienangehörigen, gab in dieser Zeit aber immer wieder Hochschulkurse für Ausländerinnen. 1986 nahm sie die wissenschaftliche Tätigkeit wieder auf, war dann Lehrbeauftragte für Frauenforschung und Philosophie in Wien. Als Universitätslektorin für Philosophie an der Universität Wien arbeitete sie dort in der Initiative für Stärkung der Frauenforschung und ihrer Verankerung in der Lehre. Sie veröffentlichte unter anderem in der Zeitschrift L’Homme Z.F.G. Ab 1994 war sie viele Jahre Leiterin der interuniversitären Koordinationsstelle für Frauenforschung in Wien.

## Schriften (Auswahl)
- Ingvild Bach: Die Voraussetzungen des Humors bei Wolfram von Eschenbach. 1966 (Diss.).
- Ingvild Birkhan: Überlegungen zum Geschichtsbegriff und zu Foucaults „Archäologie“. In: Wiener Jahrbuch für Philosophie, Bd. 20, Wien 1988.
- Anette Baldauf; Ingvild Birkhan; Andrea Griesebner: Die Initiative für die Stärkung der Frauenforschung und ihrer Verankerung in der Lehre. In: L’Homme Z.F.G., 1. Jg / 1 .H, 1990, S. 89–97.
- Ingvild Birkhan: Verändertes Ethos der Geschlechterbeziehung. In: Anton Grabner-Haider; Kurt Weinke (Hg.): Lebenswerte im Wandel. Graz 1990.
- Ingvild Birkhan; Mile Babić: Od "moći" dame ljubavi do nemoći idola žene. Zeitschrift Izraz, 3467, 2–3, 1990, S. 248–257.
- Das Wien der Jahrhundertwende. Eine Wende für oder gegen die Frauen? Überlegungen zu Weininger und Freud. In:  Herta Nagl-Docekal; Herlinde Pauer-Studer (Hg.): Denken der Geschlechterdifferenz. Internationales   Symposion, Wien 1990.
- Elisabeth Mixa; Elisabeth Malleier; Mariane Springer-Kremser; Ingvild Birkhan; et al.: Körper – Geschlecht – Geschichte. Historische und aktuelle Debatten in der Medizin. StudienVerlag, Innsbruck-Wien 1996.
- Ingvild Birkhan (Österreichische Gesellschaft für Hochschuldidaktik: Feministische Kontexte. Institutionen, Projekte, Debatten und der neue Frauenförderungsplan. StudienVerlag, Innsbruck 1995 (Zeitschrift für Hochschuldidaktik, Jg. 19, H. 2.).
- Gerda Fassel; Ingvild Birkhan; Heidi Pataki; Sigrid Weigel: Weibsbilder. Plastiken/Zeichnungen. Gesellschaft für Kunst und Volksbildung (Hrsg.), Wien 1996.
- Ingvild Birkhan (Koordinationsstelle für Frauenforschung und Frauenstudien Wien); Barbara Hey (Koordinationsstelle für Frauenforschung und Frauenstudien Graz): Innovationen. Standpunkte feministischer Forschung und Lehre. BMWV (Hrsg.), Print Media, 1999 (Materialien zur Förderung von Frauen in der Wissenschaft, Band 9).
- Ingrid Bennewitz; Ingvild Birkhan: Der Frauwen Buoch. Versuche zu einer feministischen Mediävistik. Kümmerle, Göppingen 1989 (Göppinger Arbeiten zur Germanistik. Nr. 517).
- Ingrid Bennewitz; Ingvild Birkhan: Lektüren der Differenz. Studien zur Mediävistik und Geschlechtergeschichte gewidmet Ingvild Birkhan. P. Lang, Bern-New York 2002.